# En lille græsk ø
En lille græsk ø er en film instrueret af Michael Varming efter manuskript af Michael Varming.

## Handling
Citat fra filmens start: "Denne film handler om en meget lille ø. En model af vore store samfund, men så lille, at det kan overskues. Øen ligger i Det græske Øhav. Det er der alt sammen. Noget landbrug, en by og en havn. Men filmen er også en historie om en forsvunden samfundsform. Et billede af vores eget samfund, som det var engang for mange år siden." Den lille græske ø og dens samfund har haft økologien som selve tilværelsens indhold - et samfund med sin egen balance, som nu kæntrer, fordi civilisationen er kommet og har vendt op og ned på alle værdier. Der er 280 mennesker tilmeldt folkeregistret på øen - er der nogen tilbage i 1990, spørger filmen, der er fra 1979.